# Saltangará
Saltangará is een dorp dat behoort tot de gemeente Runavíkar kommuna in het zuiden van het eiland Eysturoy op de Faeröer. Saltangará heeft 830 inwoners en werd gesticht in het jaar 1846. De postcode is FO 600. Saltangará ligt aan de oostelijke oever van het Skálafjørður fjord.

## Geboren
- Jens Martin Knudsen (11 juni 1967), voetballer, handballer en turner